# Loving the Alien
"Loving the Alien" é uma canção escrita e gravada pelo músico britânico David Bowie. A a canção é a faixa de abertura do álbum Tonight, de 1984. Sendo uma das duas únicas canções do álbum inteiramente escritas por Bowie, uma versão editada da faixa foi lançada como single em maio de 1985, nove meses após o lançamento do principal single do álbum, "Blue Jean", e oito meses após o lançamento do álbum em si. "Loving the Alien" chegou ao n°19 no UK Singles Chart. A canção explora o "intenso desgosto" de Bowie por religiões organizadas. "Loving the Alien" inspirou o título da biografia de Bowie escrita por Christopher Sandford, publicada originalmente em 1997.

## Contexto
Como faixa demo, a canção foi simplesmente chamada "1". "'Alien' surgiu por causa do meu sentimento de que muito da história está errado - e muito é redescoberto todo o tempo - e nos baseamos muito no conhecimento falso que adquirimos." Ele gravou a demo em Montreux, Suíça. Posteriormente, ele comentou que a produção da canção desmantelou o poder da letra, dizendo que preferia a versão demo. O videoclipe da canção foi dirigido por Bowie e pelo frequente colaborador David Mallet.

## Recepção da crítica
David Buckley, biógrafo de Bowie, chamou a canção de "a única faixa do álbum com a dignidade dos seus trabalhos anteriores". O jornalista Dylan Jones descreveu-a como "definitivamente a melhor faixa do álbum Tonight". Yo Zushi, da New Statesman, descreveu a canção como "uma obra-prima de sete minutos". Apesar da crítica a muito do trabalho de Bowie na década de 1980, em sua resenha da compilação Best of Bowie, o crítico Chris Jones afirmou: "'Loving the Alien' realmente tem uma estranha e bela distância [do resto do trabalho]. É como assistir a um balé com um telescópio."

## Faixas

### Vinil de sete polegadas: EMI America / EA 195 / EAP 195 (Reino Unido)
1. "Loving the Alien" (Re-mixed version) (David Bowie)  – 4:43
2. "Don't Look Down" (Re-mixed version) (Iggy Pop, James Williamson) – 4:04

### Vinil de doze polegadas: EMI America SEAV-7860 / 12EA 195 / 12EAP 195 (Reino Unido)
1. "Loving the Alien" (Extended Dance Mix) (Bowie)  – 7:27
2. "Don't Look Down" (Extended Dance Mix) (Pop, Williamson) – 4:50
3. "Loving the Alien" (Extended Dub Mix) (Bowie)  – 7:14

### Download: EMI / iEA 195 (Reino Unido)
1. "Loving the Alien" (Re-mixed version) (Bowie)  – 4:43
2. "Don't Look Down" (Re-mixed version) (Pop, Williamson) – 4:04
3. "Loving the Alien" (Extended Dance Mix) (Bowie)  – 7:27
4. "Loving the Alien" (Extended Dub Mix) (Bowie)  – 7:14
5. "Don't Look Down" (Extended Dance Mix) (Pop, Williamson) – 4:50

- Lançado em 2007.

## Performances ao vivo
Bowie tocou a canção na Glass Spider Tour, em 1987. Na Reality Tour, de 2003 e 2004, a canção também foi tocada, mas numa versão simplificada, com somente Bowie cantando e Gerry Leonard na guitarra. No filme da turnê, Bowie observou que este arranjo foi talvez "a forma como deveria ter sido sempre feito."

## Créditos
- David Bowie – vocais
- Carlos Alomar – guitarra
- Derek Bramble – baixo; sontitizador
- Omar Hakim – bateria
- Carmine Rojas – baixo
- Guy St Onge – marimba
- Sam Figueroa – percussão

Produção
- David Bowie
- Derek Bramble
- Hugh Padgham